# Diasparactus
Diasparactus is een geslacht van uitgestorven diadectide reptiliomorfen, een groep die vrij nauw verwant is aan de Amniota, en parallel loopt met enkele van hun kenmerken. Zoals alle geavanceerde diadectiden, was Diasparactus een herbivoor, hoewel niet zo groot als zijn meer bekende verwante Diadectes.
Bij Diasparactus zijn de doornuitsteeksels van de ruggenwervels hoger dan bij andere geslachten in de familie.

## Geschiedenis
In 1910 beschreef Ermine Cowles Case Diasparactus zenos van enkele wervels die in New Mexico waren gevonden en waren aangetroffen in de oude collectie van Edward Drinker Cope. Case gaf geen etymologie van de naam maar σπαράκτης betekent 'de verscheurende' in het Grieks en διασπαράσσω betekent 'in stukken scheuren'. De soortaanduiding kan ζενος zijn, Dorisch Grieks voor 'ongewoon'. Het holotype is AMNH 4797. Het bestaat uit een reeks wervels van het heiligbeen en de achterste rug.
In 1911 werd door Case in hetzelfde gebied een grotendeels intact skelet gevonden, specimen FMNH UC679. De wervels kwamen overeen met de beschreven typesoort en de nieuwe vondst werd waarschijnlijk dezelfde soort geacht. De totale lengte van het dier bij restauratie was honderdvijfendertig centimeter. Het werd in 1913 door Case beschreven.

## Beschrijving
De schedel meet 16,7 centimeter. Het is in slechte staat, maar is vergelijkbaar met die van Diadectes lenius en Animasatirus carinatus. De neusgaten en oogkassen bevinden zich in vergelijkbare posities en er zijn veertien tanden met mogelijk een rudimentaire vijftiende, een gebit dat typisch is voor de familie. De wervels, ribben en ledematen werden in detail beschreven. De handwortelbeentjes zijn grotendeels aanwezig en nog steeds in positie - de best bewaarde voorbeelden voor een diadectide die toen werden gevonden. De hand was breed en sterk met korte vingerkootjes. De handen en ledematen ondersteunen de opvatting dat dit dier een moerasbewoner was en waarschijnlijk een langzaam bewegende herbivoor.